# La conchiglia di Anataj
La conchiglia di Anataj è un romanzo di Carlo Sgorlon, scritto nel 1983. Nello stesso anno questo romanzo vinse il Premio Campiello.

## Trama
La vicenda si svolge in Russia, alla fine del 1800 durante la costruzione della ferrovia transiberiana. 
Il protagonista, Valeriano, è un friulano emigrato in Russia. Dopo un periodo di manicomio ad Ekaterinburg esce ed incontra Irina, figlia di un ferroviere in pensione, che sposa e da cui deve avere un figlio; ma Irina muore di parto. Valeriano, con Marco, nemmeno diciottenne, e Bastiano, altri friulani, decide di partire per Kirkovsk, paese sperduto nella taiga dove c'è un cantiere della transiberiana.
I tre raggiungono Kirkovsk, che si trova oltre Irkutsk e Ulan-Udė, con un lungo viaggio in treno e taràntas. Qui troveranno altri friulani e verranno assunti nel cantiere. Vanno ad abitare nell'isba di Anataj, un vecchio e validissimo cacciatore, kirghiso e musulmano, quasi novantenne, che ora vive con Ajdym. Anataj, ancora prestante, è stato un tempo predone e deportato; ha conosciuto Ajdym quando lei stava morendo di stenti per la siccità e l'ha salvata. Ajdym ora è una prostituta, da cui si recano i numerosi operai stranieri, non solo friulani ma anche mongoli e di altre nazionalità, di Kirkovsk. Ajdym inizierà all'amore anche Marco, ed è anche benvoluta dalle donne del villaggio. 
Tra gli altri personaggi del villaggio vi sono Silvestro, scalpellino friulano che convive con Katja, lituana due volte vedova che ha un nipote cieco dodicenne, Falalej; Arrigo; il falegname Gurka.
Il lavoro nel cantiere si svolge nei mesi di bel tempo, negli altri ci si deve ingegnare di fare passare il tempo. I friulani vi lavorano tra l'entusiasmo per la ferrovia e il senso di sradicamento, di essere «tal forest», in una terra straniera, adattandosi a fare vari lavori, come scalpellini e boscaioli. Anataj tra i suoi pochi tesori possiede una conchiglia, nel cui suono a Valeriano pare di sentire la verità: che la ferrovia «coincide con la vita», perché la ferrovia porta con sé fatica e sofferenza, ma il pensiero che se ne vedrà il compimento aiuta a sopportare.
Passano gli anni, durante i quali tra varie difficoltà la costruzione, che lascia indifferenti gli abitanti del villaggio che vivono di caccia e agricoltura, avanza, passando dalla realizzazione di un terrapieno alla costruzione di un ponte, tra varie difficoltà, incidenti sul lavoro, in cui due mongoli perdono le gambe, e indifferenza dell'ingegnere che dirige i lavori.
Nel frattempo Anataj è assai invecchiato, ha regalato il suo cavallo a Marco e la conchiglia a Valeriano, e soffre di cataratta: vorrebbe con Falalej recarsi dagli sciamani delle vicine montagne per tentare di riacquistare la vista, ma il progetto salta; Anataj allora un giorno d'inverno sceglie volutamente di recarsi nell'amata taiga, dove troverà la morte e non verrà più ritrovato. Falalej trova consolazione alla sua cecità nel gioco con i bambini del villaggio.
La ferrovia è quasi ultimata: il ponte è finito e si montano i binari. Una strana epidemia, forse di febbre tifoide, colpisce molti lavoratori, tra cui Valeriano, che viene curato da Ajdym e che con lei, che ha sempre rispettato ma che non ha frequentato come gli altri, avrà il primo rapporto grazie al fatto di trovarsi a letto in casa sua. Marco rimane storpio a causa di un incidente su una catasta di legno quando i lavori sono quasi finiti, e questo gli fa perdere la sua giovanile vitalità.
Quando la ferrovia è finita, i friulani tornano a casa, ma non Valeriano: rimane con Ajdym e Falalej, ormai ragazzo, che Ajdym ha preso con sé perché Katja non lo trattava bene.

## Edizioni
- Carlo Sgorlon, La conchiglia di Anataj, Collana Scrittori italiani e stranieri, Milano, Arnoldo Mondadori Editore, 1983,  p. 358. - Introduzione di Bruno Maier, Collana Oscar n.1923, Mondadori, 1986, ISBN 88-04-37026-2; Collana Oscar Bestsellers n.324, Mondadori, 1993; Collana Oscar Moderni, Mondadori, 2020, ISBN 978-88-047-2066-9.